# Raigs anòdics

Esquema dels raigs anòdics observats darrera del càtode perforat

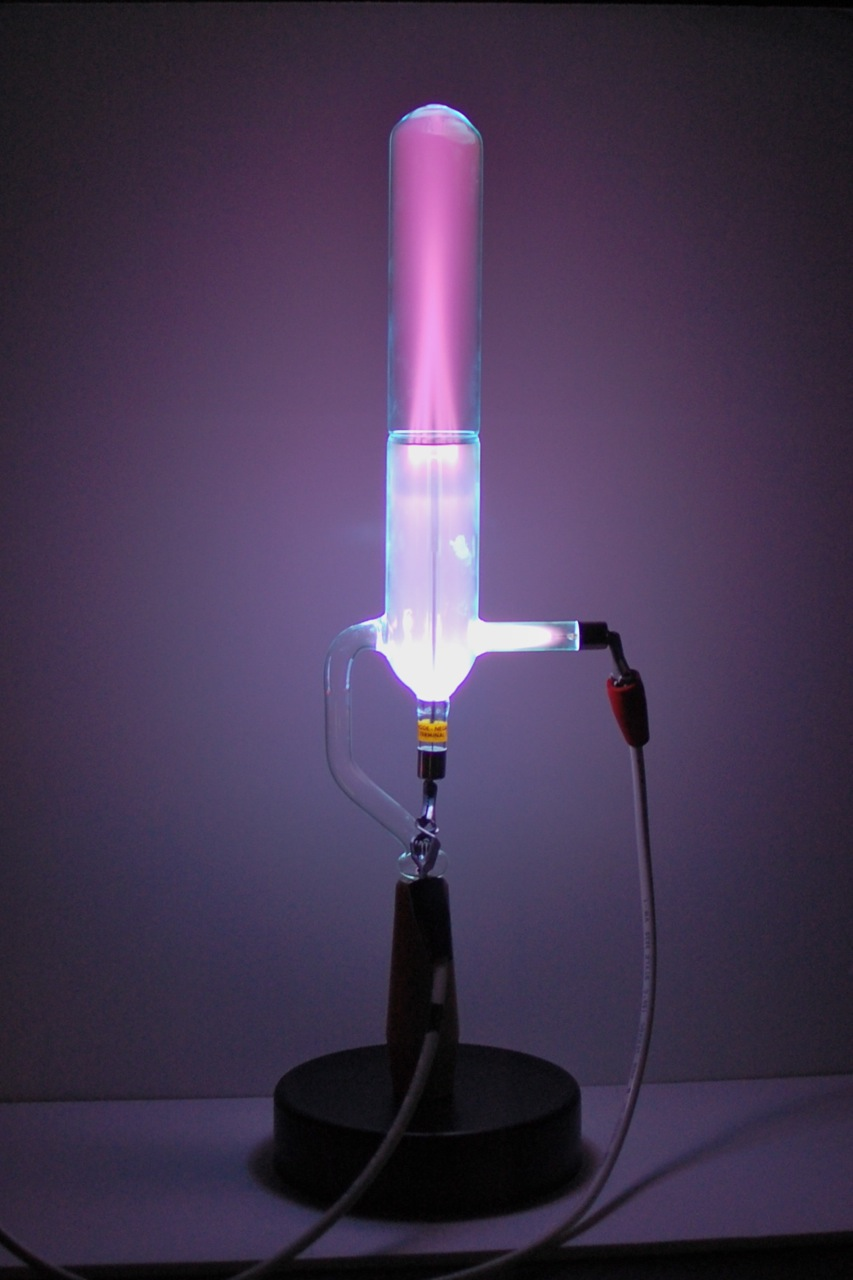
Raigs anòdics observats darrera del càtode perforat

Els raigs anòdics o raigs canals són feixos d'ions positius que són formats per les impureses existents a la superfície de l'ànode metàl·lic dintre d'un tub de descàrrega quan el buit és molt elevat i el camp elèctric molt intens. Foren observats experimentalment per primera vegada pel físic alemany Eugen Goldstein el 1886, que els anomenà raigs canals perquè els observà darrere un càtode foradat, eren raigs que sortien dels canals o forats del càtode.
Els raigs anòdics estan formats per àtoms o molècules de gas que han xocat amb electrons dels raigs catòdics i, a conseqüència del xoc, han perdut algun electró de la capa més externa de la seva escorça electrònica, transformant-se en cations. Com que s'originen en qualsevol lloc de l'espai gasós entre els elèctrodes d'un tub de descàrrega posseeixen velocitats diferents; els cations formats just devora l'ànode, en caure cap al càtode, adquireixen velocitats superiors als que s'han format prop d'aquest darrer elèctrode. Aquest espectre de velocitats dona lloc a un ventall de desviacions quan interaccionen amb un camp elèctric o magnètic.
Els raigs anòdics produïts quan el gas que omple el tub de descàrrega és hidrogen estan formats per protons. El 1913 en un tub ple de gas heli es descobrí que existien dos tipus de nuclis d'heli, la qual cosa donà lloc al descobriment dels isòtops de forma experimental i que havien estat predits a conseqüència dels estudis de la radioactivitat.
Per a mesurar les masses dels cations dels raigs anòdics el químic anglès Francis William Aston dissenyà el 1919 el primer espectròmetre de masses.